# Шавалиева, Сания
Сания Шавалиева (Абдрахмановна) — российский детский писатель, автор детских книг, сказочник, драматург. Лауреат и дипломант российских и международных литературных конкурсов. Член союза писателей России.

## Биография
Родилась 11 октября 1964 года в Губахе Пермской области. После окончания Ижевского механического института работала инженером-технологом на заводе двигателей КамАЗа. Как детский автор начала публиковаться с 1995 года, когда становится автором рубрики «Сказки на каждый день» в детской газете «Серебряный колокольчик», которая выходила на русском и татарских языках.
С 1995—1999 была постоянным автором детской страницы в журнале «Аргамак» города Набережные Челны. Член союза писателей России.
В 2010 году окончила Высшие литературные курсы Литературного института имени А. М. Горького (Семинар прозы Александра Ольшанского).
За время учёбы подготовила и выпустила сборник «ВЛК — многоточие», в который вошли произведения слушателей и преподавателей Высших литературных курсов (ВЛК).
Шавалиева постоянный член жюри конкурса драматургов «Литодрама» Литературного института. Её имя входит в энциклопедию города Набережные Челны.

## Творчество
Произведения Шавалиевой публиковались в журнале «Юность» (Москва), «Аврора» (Санкт-Петербург), «Белая Вежа»(Минск), «Лампа и дымоход»(Москва), «Легенс» (Санкт-Петербург), «Аргамак»(Набережные Челны), «(Новый) Аргамак»(Казань),
Газетах — «Независимая газета» (НГ Exlibris), «Светлый путь» (Набережные Челны) «Серебряный колокольчик» и других СМИ.
Произведения переведены на татарский, башкирский, иврит, английский, китайский языки.
Помимо ряда детских произведений, по её сценарию были поставлены три мини спектакля в таких учреждениях как: «Дом Актёра» (Москва,2010), Лаборатория драматургов театра «Сатиры» (Москва, 2009), Театральный учебный центр (Набережные Челны, 2006).
Книги Шавалиевой часто выходят с рисунками Ольги Беловой-Недовизий. За иллюстрации к книге «Шушпанки» Ольга Белова-Недовизий награждена гран-при «Золотой Орел» в Берлине, за книгу «Кто взял пряник?» дипломом конкурса «За солнечное творчество».

## Награды и премии
- Памятная медаль "Габдулла-Тукай -135 лет со дня рождения" (Казань, 2022)
- Диплом финалиста фестиваля короткого рассказа "Кора 2021" (Москва, 2021)[4]
- Диплом «Малеевка-Интерпресскон 2021»
- Диплом финалиста конкурса сказок Литературного института им. А.М. Горького (Москва, 2020)
- Диплом «Малеевка-Интерпресскон 2019»
- Приз «Алиса» за книгу «Истории от Карманкула», Роскон.2016 (Москва, 2016)[5]
- Лауреат Международной литературной премии имени Петра Павловича Ершова в номинации «За лучшее художественное произведение для детей и юношества» (выбор потомков П. П. Ершова) за книгу « Сумовёнок» (Москва, 2016)[6]
- Гран-при Международного литературного конкурса «Лучшая книга года 2014» (Берлин, 2014)[7]
- Диплом Международного конкурса драматургов «Литодрама» (Москва, Литинститут)
- Диплом Международного творческого объединения детских авторов (Израиль-Франция)
- Диплом Международного литературного конкурса «Лучшая книга года 2013» (Берлин)[8]
- Диплом «За солнечное творчество» (Москва, 2013)

## Список произведений

### Детские книги
- Три букета сказок
- Сумовенок (М.: «ИСК», 2013, — 64с. — 500 экз. — ISBN 978-5-91775-141-2)
- Радуга сказок
- Новогодний подарок
- Кто взял пряник (М.: "Адвансед солюшнз", 2011, — 115с. — 1000 экз. — ISBN 978-5-904269-50-0)
- Музей подаренных сердец
- Обручальные лучи
- Истории Карманкула[9]
- 77 бантиков (Москва, 2011, — 263с.)
- Шушпанки (М.: «ИСК», 2013, — 264с. — 500 экз. — ISBN 978-5-91775-112-2)[10]
- Борода из ваты (М.: «ИСК», 2016, — 128с. — ISBN 978-5-91775-299-0)
- Конкурс красоты для пугал (М.: 2020, — 39с. — ISBN 978-5-532-045292-7)
- Театр на коленке (М.: 2021, — 66с. — ISBN 978-5-532-96248-4)

### Романы
- Жёлтый ценник (М.:"Издательство АСТ", 2022, — 256с. — (Городская проза), — ISBN 978-5-17-146962-7)
- Пчела в цвете граната (М.:"Издательство АСТ", 2022, — 304с. — (Городская проза), — ISBN 978-5-17-150349-9)

### Сборники
- Фронтовые дороги Челнинцев (Набережные Челны, 2005)
- ВЛК — многоточие. (М.: Литинститут, 2010)
- Межкультурная коммуникация как фактор толерантности в современном мире. (Казань, 2013)
- Новогодний подарок (сборник сценариев и сказок). (М.: Литинститут, 2013)
- Крым, я люблю тебя (ЭКСМО, 2015)
- Я научила женщин говорить…" (М.:Союз российских писателей, 2017)